# Nglobo
Nglobo is een bestuurslaag in het regentschap Blora van de provincie Midden-Java, Indonesië. Nglobo telt 2137 inwoners (volkstelling 2010).